# رومرال
رومرال (به اسپانیایی: Romeral) یک شهرستان در شیلی است که در استان کوریکو واقع شده‌است. رومرال ۱٬۵۹۷٫۱ کیلومتر مربع مساحت و ۱۴٬۲۰۳ نفر جمعیت دارد و ۱۷۴ متر بالاتر از سطح دریا واقع شده‌است.